# دلتا دوشیزه
دلتا دوشیزه یک ستاره است که در صورت فلکی دوشیزه قرار دارد.